# Папірня (Чортківський район)

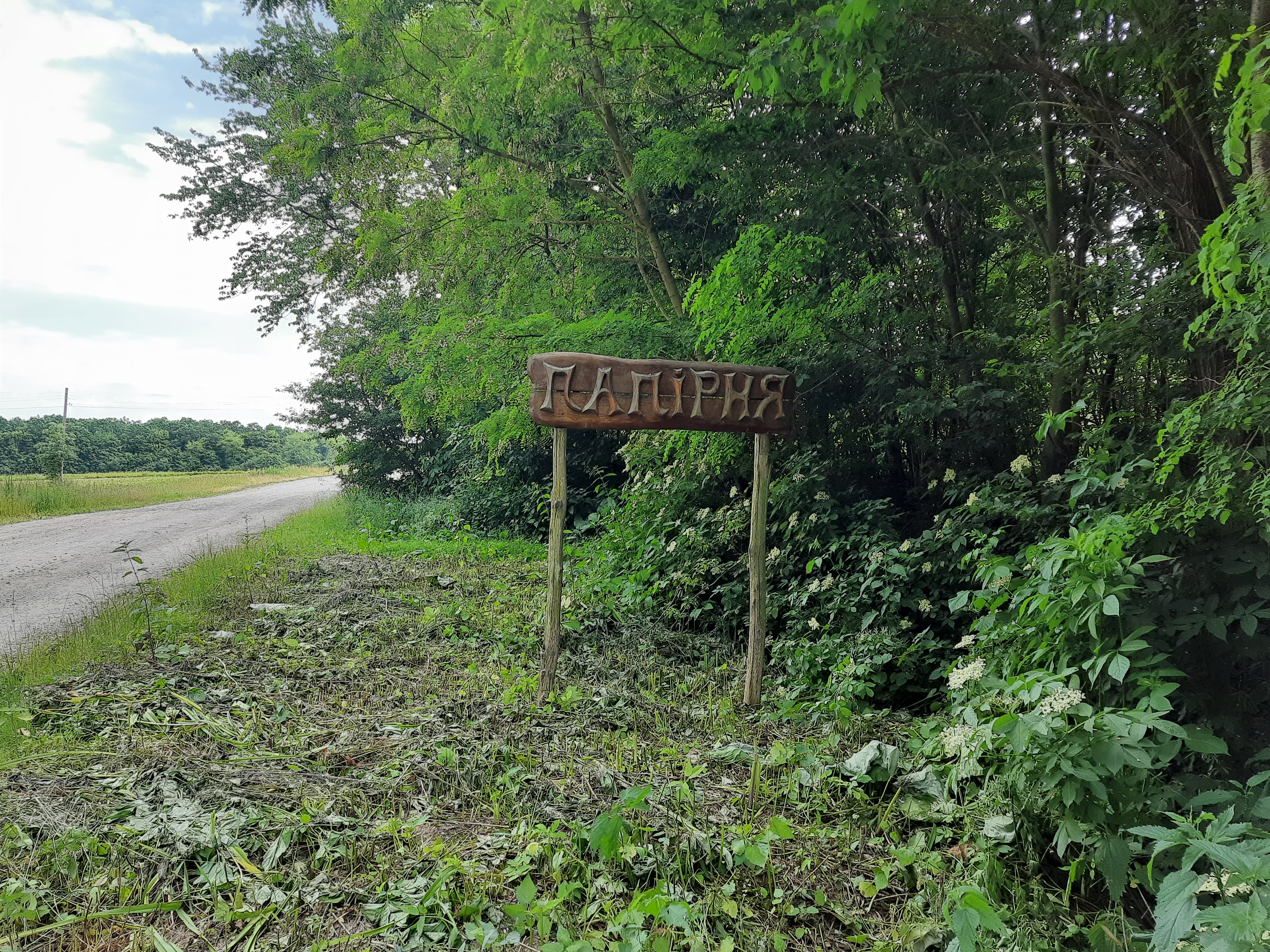
В'їзд у село

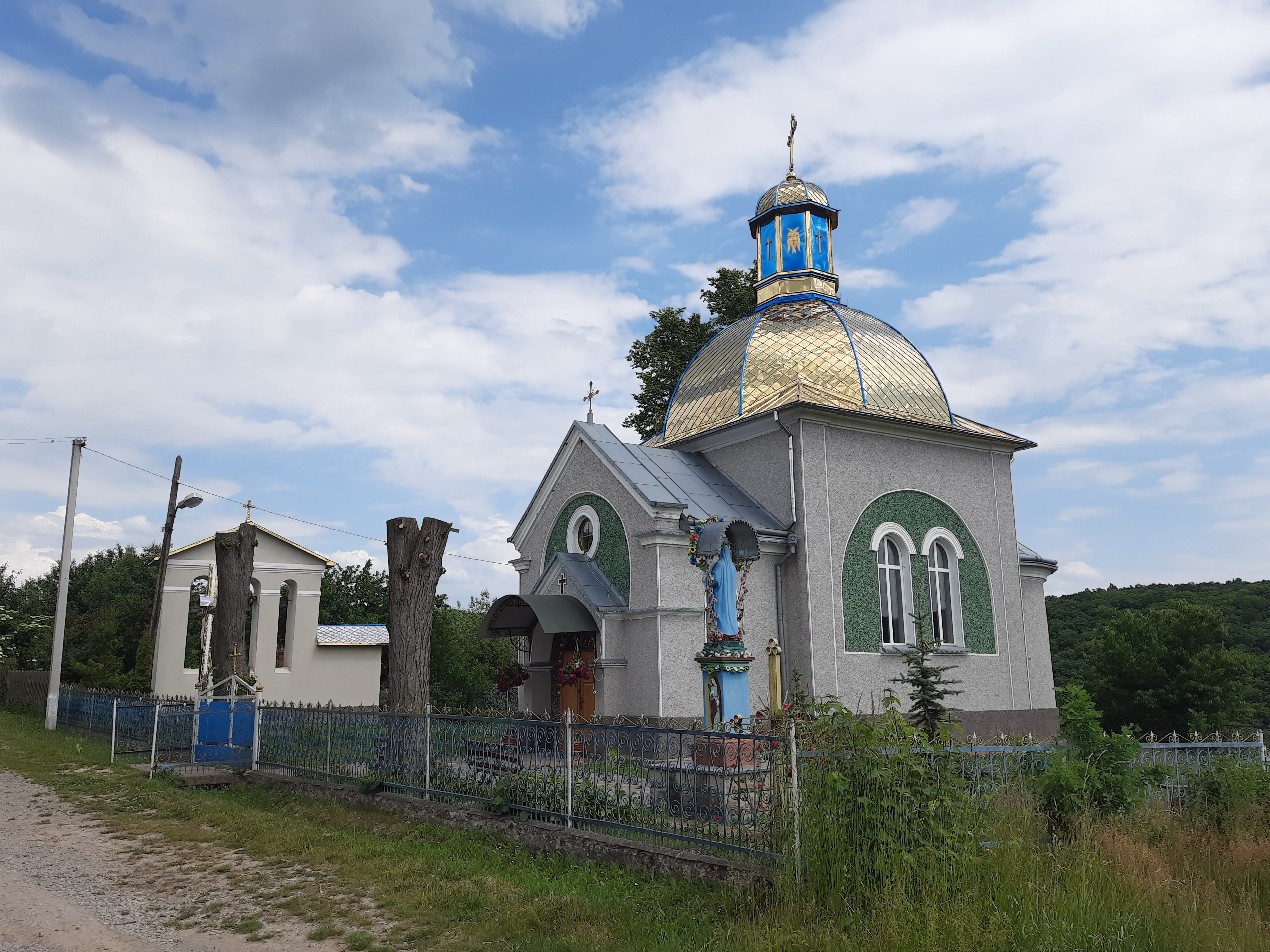
Церква Святих Петра і Павла (1910 р.)

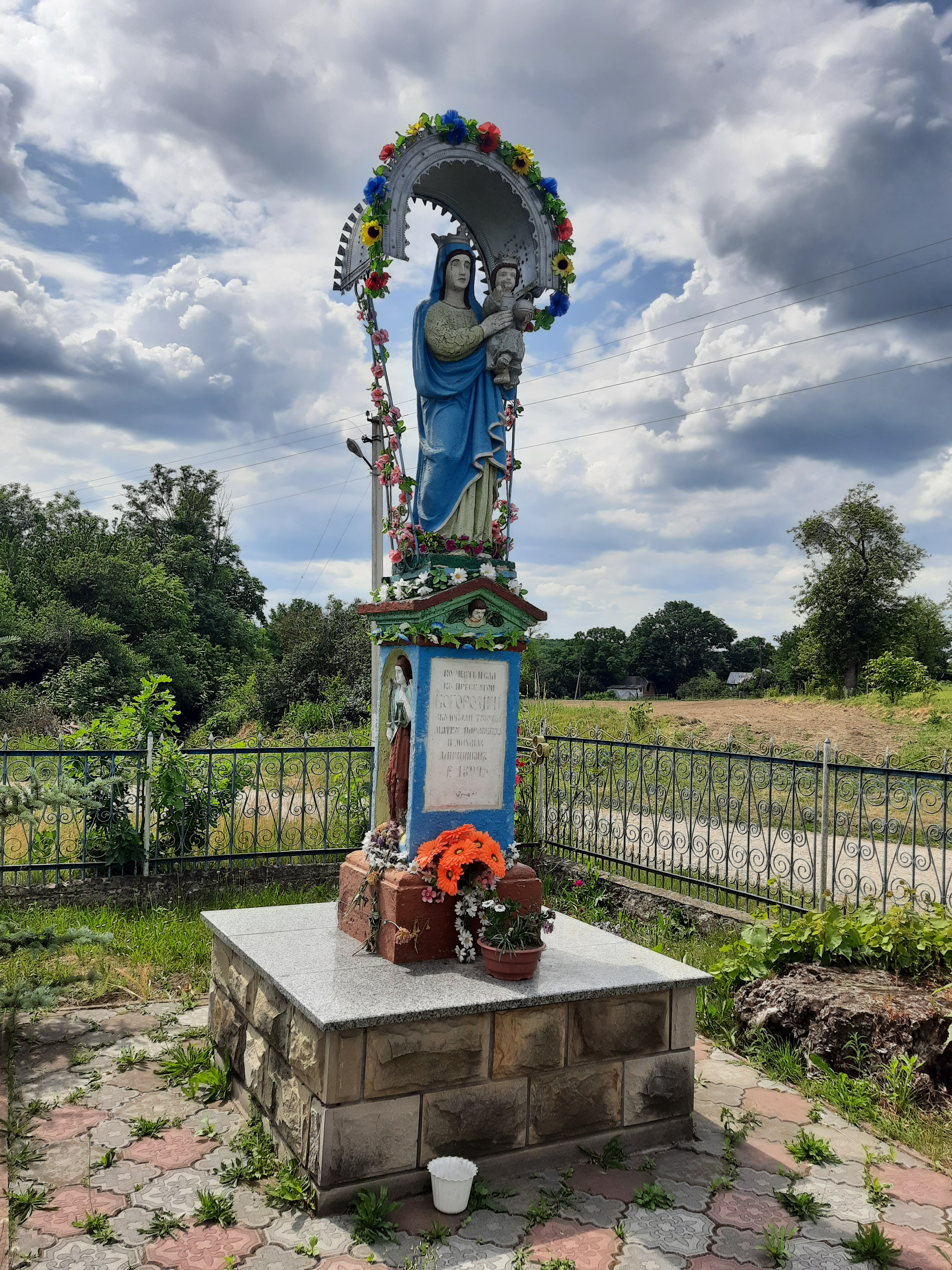
"Фігура" біля церкви

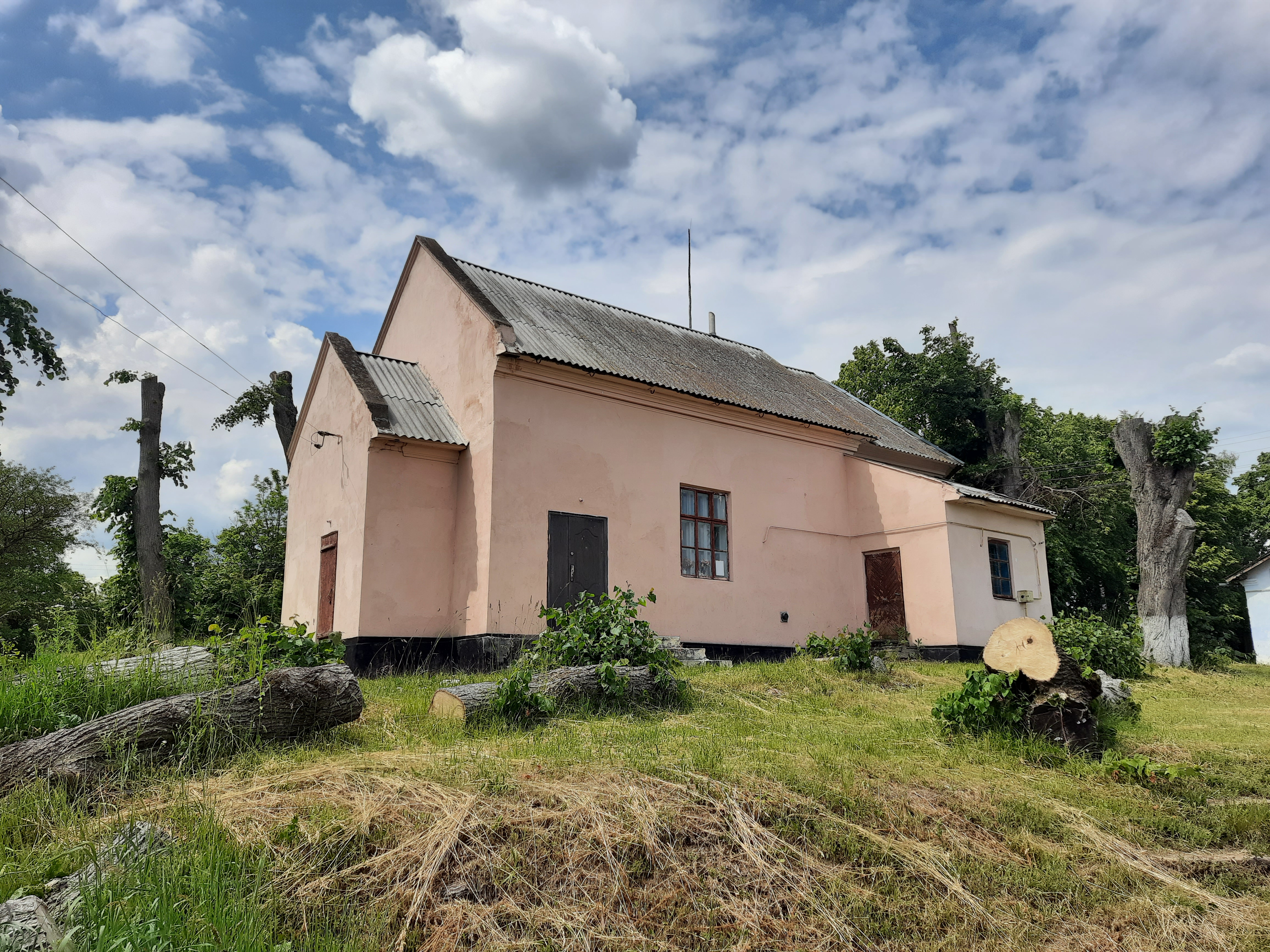
Будівля колишнього костелу

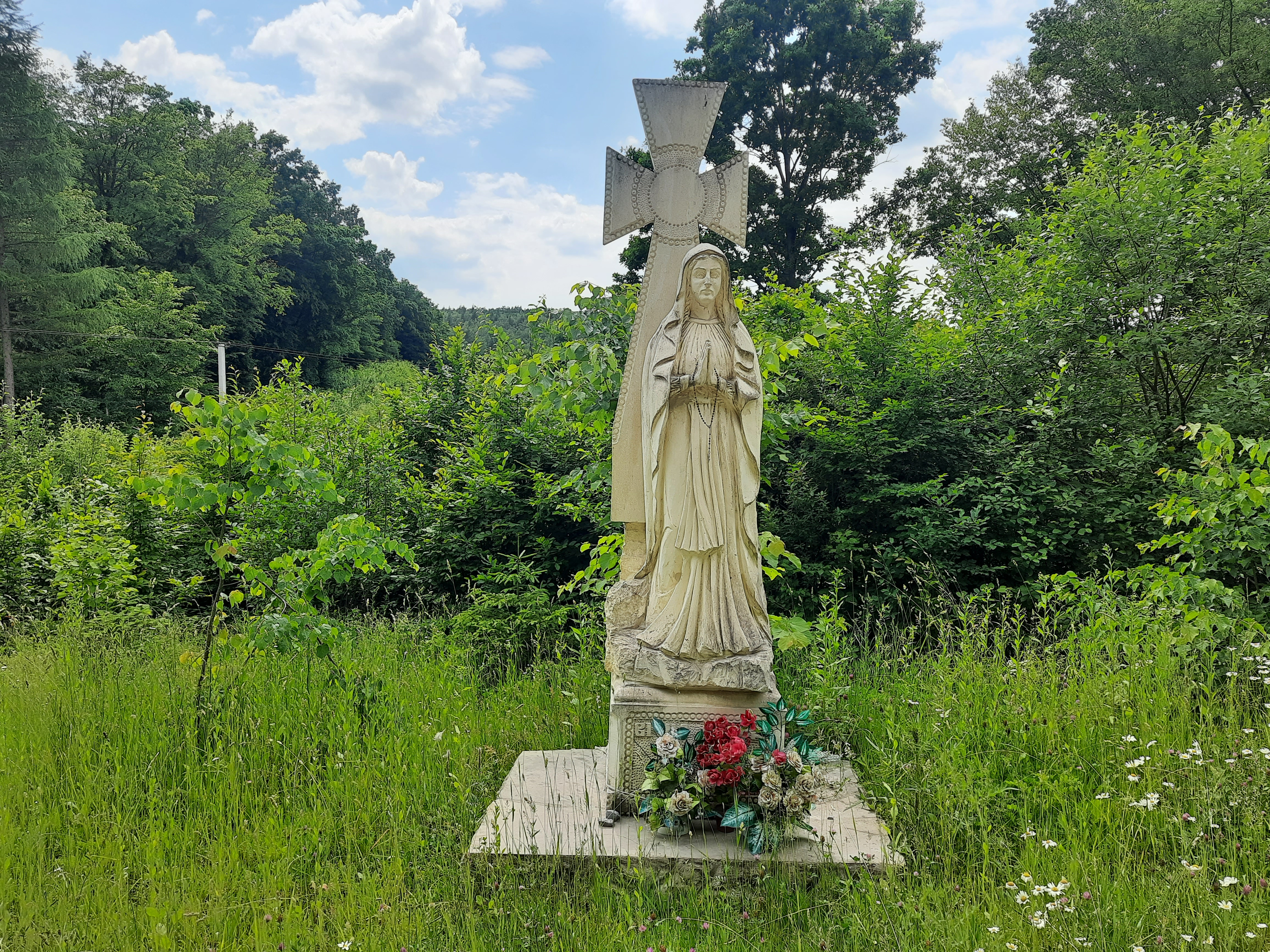
Статуя Божої Матері

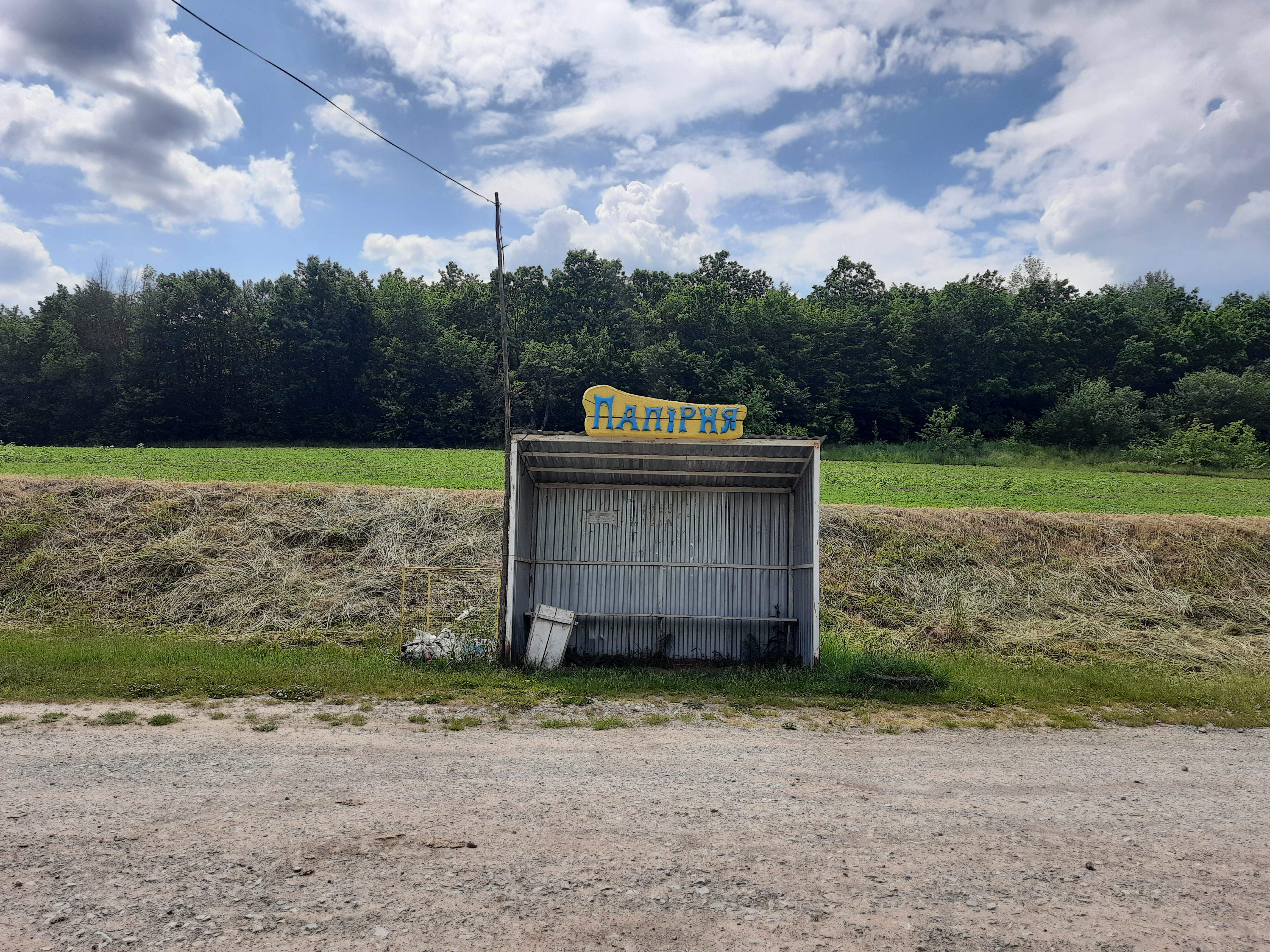
Автобусна зупинка

Сільський краєвид

Папі́рня — село в Україні, Тернопільська область, Чортківський район, Білобожницька сільська громада. Адміністративно було підпорядковане Буданівській сільській раді.
Поштове відділення — Буданівське. До Папірні приєднано хутори Драбове і Плютове.
Населення — 244 осіб (2007).
Поблизу села зростає Папірнянська діброва.

## Географія
Через село тече річка Некрасів, ліва притока Серету.

## Історія

### Папірняв Кобиловолоках-Млиниськах пана Рафала Скарбка
49°07′47″ пн. ш. 25°45′59″ сх. д. / 49.12972° пн. ш. 25.76639° сх. д. (місцезнаходження колишньої папірні)
Назва села Папірня утворилась від папірні — підприємства з виробництва паперу, що функціонувало в другій половині XVIII століття біля села Кобиловолоки на Тернопільщині. Папірню в Кобиловолоках заснував в 1765 році великий землевласник Рафал Людвік Скарбек. Папірня містилася на потоці Накрасів, що бере початок з джерела Біла Криниця і впадає в річку Серет. Після 1791 року папірня занепала і невдовзі була ліквідована, оскільки в пізніших документах більше не згадується. Підтвердженням цього є контракт з родинного архіву Скарбків на оренду папірні, складений паном Рафалом Скарбком i майстром Яковом Ольшевським в 1765 році.
В оригіналі:

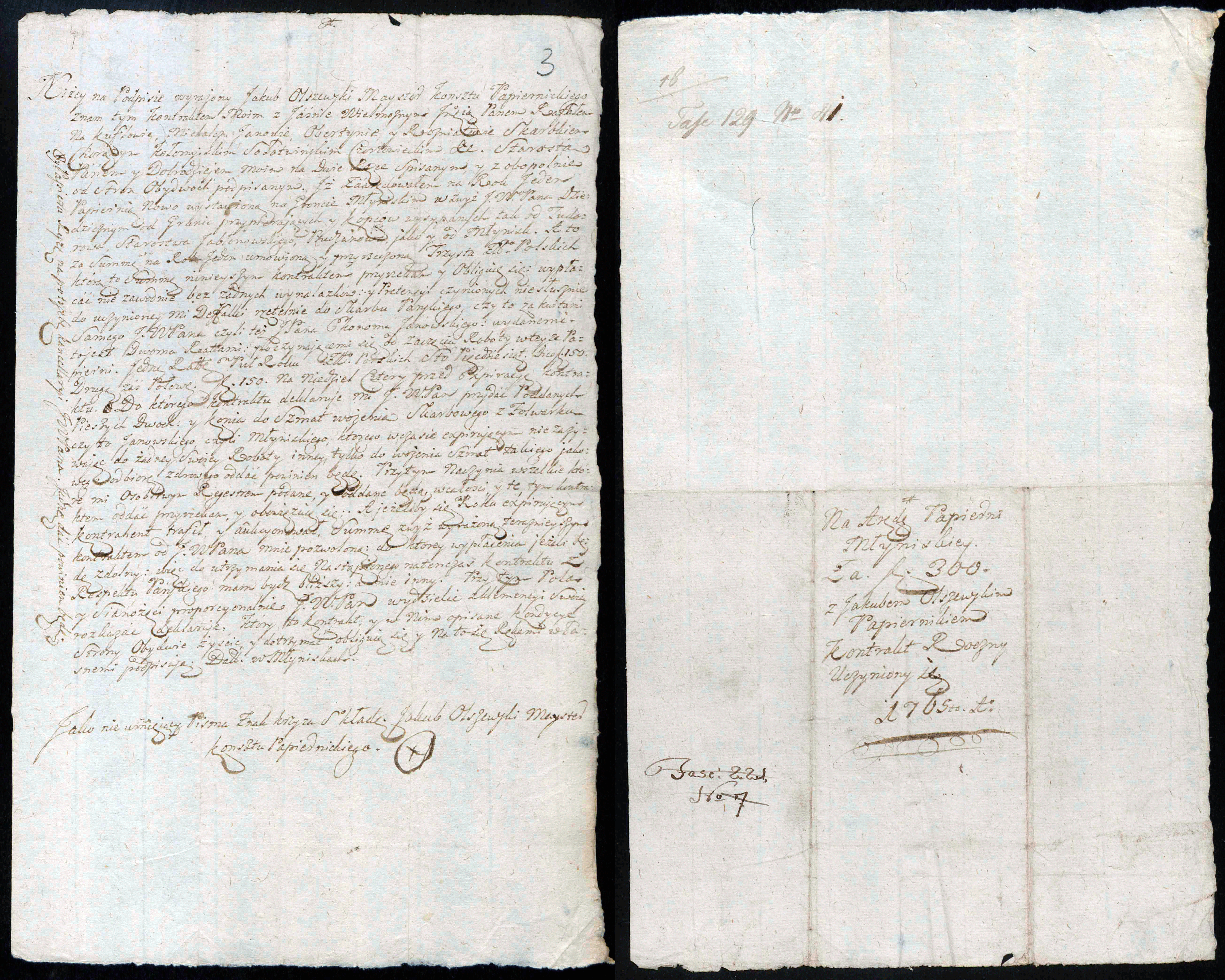
Контракт на оренду новозбудованої папiрнi, складений паном Рафалом Скарбком i майстром Яковом Ольшевським (1765 рік, оригінал). Із фондів ЛНБ ім. В. Стефаника

«Niżej na podpisie wyrażony Jakub Olszewski, Majster kunsztu papierniekiego znam tym kontraktem moim z Jaśnie Wielmożnym Jmcią Panem Rafałem na Kuflowie, Michalczu, Janowie, Obertynie i Rożniatowie Skarbkiem, Chorążym Kołomyjskim, Słotwińskim, Czortowieckim etc. Starostą, Panem i Dobrodziejem moim, na dwie ręce spisanym i zobopólnie od Stron obydwóch podpisanym. Iż zaarędowałem na rok jeden papiernię nowo wystawioną na groncie Młyniskim u zwyż J. W. Pana dziedzicznym, od granic przypierających i kopców wysypanych tak od Tudorowa, Starostwa Jabłonowskiego, Budzanowa jako i od Młynisk. A to za summę na rok jeden umówioną i przyrzeczoną trzysta złotych polskich, którą to summę niniejszym kontraktem przyrzekam i obliguję się wypłacać niezawodnie bez żadnych wynalazków i pretensji czynionych niesłusznie do uczynionej mi deffalki, rzetelnie do Skarbu Pańskiego, czy to za kwitami Samego JWPana czyli też JPana Ekonoma Janowskiego wydanemi mi, to jest dwoma raattami, poczynającemi się od zaczęcia roboty w tejże papierni. Jedną ratę w pół roku zł. Polskich stopięćdziesiąt dico fl. 150. Drugą zaś połowę fl. 150 na niedziel cztery przed expiracją kontraktu [na marginesie dopisano] „Papieru ryzę na potrzebę kancelarii JWPana jedną dać powinien będę“. Do którego kontraktu deklaruje mi JWPan przydać poddanych pieszych dwóch i konia do szmat wożenia skarbowego z folwarku czy to Janowskiego czyli Młyniskiego, którego w czasie expirującym nie zażywając do żadnej swojej roboty innej tylko do wożenia szmat, takiego jakowego odbiorę zdrowego oddać powinien będę. Przy tym naczynia wszelkie, które mi osobliwym Regestrem podane i oddane będą, w całości i te tym kontraktem oddać przyrzekam i obowiązuję się. A jeżeliby się w roku expirującym kontrahent trafił i aukcjonował summę zwyż wyrażoną teraźniejszym kontraktem od JWPana mnie pozwoloną, do której wypłacenia jeżeli będę zdolny, więc do utrzymania się nastąpionego natenczas kontraktu z Respektu Pańskiego mam być bliższy, a nie inny. Przy tym pola i sianożęci proporcjonalnie JW Pan wydzielić z klemencji swojej rozkazać deklaruje. Który kontrakt i w nim opisane kondycje Strony Obydwie ziścić i dotrzymać obligują się i na to się rękami własnemi podpisują. Datum w Młyniskach — Jako nie umiejący pisma znak Krzyża Ś. kładę — Jakub Olszewski Majster Konsztu Papiernickiego +». Na odwrociu: «Na arędę Papierni Młyniskiej za fl. 300 z Jakubem Olszewskim Papiernikiem Kontrakt Roczny uczyniony 1765 A». Tyle mówi sam dokument, a jego dopełnienie niejako stanowi luźna kartka w tejże teczce z następującym tekstem: «Terminatka czego do Papirni potrzeba. 1mo Płatow pust jeden wielki. 2do Drugi pust małych płatów. 3tio Kocieł wielki i kociełek mały i plaz do kadzi. Rur trzy drewnianych, które potrzebne do Papirni. Albo Formy wielkie, albo 8 funtów drutu. Rychiew 4 do wału, które się znajdują w Obertynie i do prasy dwie potrzebnych ryw. Tasaków 4 do szmat rombania i Raszplów blaszanych 2».
В перекладі:
«Нижчепідписаний Яків Ольшевський, майстер папірницького ремесла, контрактом з ясновельможним добродієм паном Рафалом на Куфльові, Михальчу, Янові, Обертині і Рожнятові Скарбком паном і добродієм моїм, на двох руках списаний і взаємно підписаний обома сторонами. Зорендував на один рік новозбудовану на ґрунті Млиниському папірню і звиж ясновельможного пана спадковану, від границь, які припирають і копців засипаних як від Тудорова, староства Яблонівського, Будзанова, так і від Млиниськ. А це за суму на 1 рік домовлену і обіцяну 300 злотих польських, яку суму цим контрактом обіцяю і зобов'язуюся виплачувати незалежно від жодних чинених випадків i претензій ретельно до панськоï казни чи за квитанціями самого пана, чи також паном економом Яновським виданими мені, тобто двома частинами, які будуть починатися від початку роботи в цій же папірні: одну частину платежу в половині року — 150 польських злотих або 150 флоренів; другу половину — 150 флоренів — за чотири тижні перед експірацією контракту. До цього контракту ясновельможний пан декларує мені надати двох піших підданих і коня з маєтку для возіння ганчір'я з Янівського чи Млиниського фільварку, якого в експіраційному часі не буде вживати до жодної іншої роботи, тільки для возіння ганчір'я, такого, як одержу, здорового, повинен і віддати. При цьому різні знаряддя, передані мені окремим реєстром, зобов'язуюся повернути на основі цього контракту. А якщо в експіраційному році попався б якийсь контрагент і аукціонував більшу суму від вище сказаної у теперішньому контракті, дозволену мені від ясновельможного пана, і якщо б я був спроможний до її виплати, то я на той час маю бути з панського дозволу ближчий до контракту, а не інший. При цьому поля і сіножаті (нехай) ясновельможний пан накаже виділити пропорційно із своїх земельних володінь. Цей контракт і в ньому всі умови обидві сторони зобов'язуються дотримати і власними руками підписують. Дано у Млиниськах. Як неписьменний кладу, знак св. Хреста. Яків Ольшевський, папірницький майстер (+).
Дописано на полях рукопису: одну ризу паперу повинен дати ясновельможному пану на потребу канцелярії. [На звороті] На оренду Папірні Млиниської за 300 флоренів річний контракт складений з папірником Яковом Ольшевським 1765 року.»
В окремому реєстрі, який знаходився в тій же течці архіву Яблоновських з Бурштина сказано, що для роботи папірні потрібні один розпуст великої балки, інший — малої балки, котел великий, котел малий, накривка до кадоба, три дерев'яні труби або великі форми, 8 фунтів дроту, чотири рифи до вала, дві рифи для преса, тесаки для рубання ганчір'я, два жерстяних рашпіля, котрі частково знаходились в одному з маєтків пана Скарбка — Обертині.

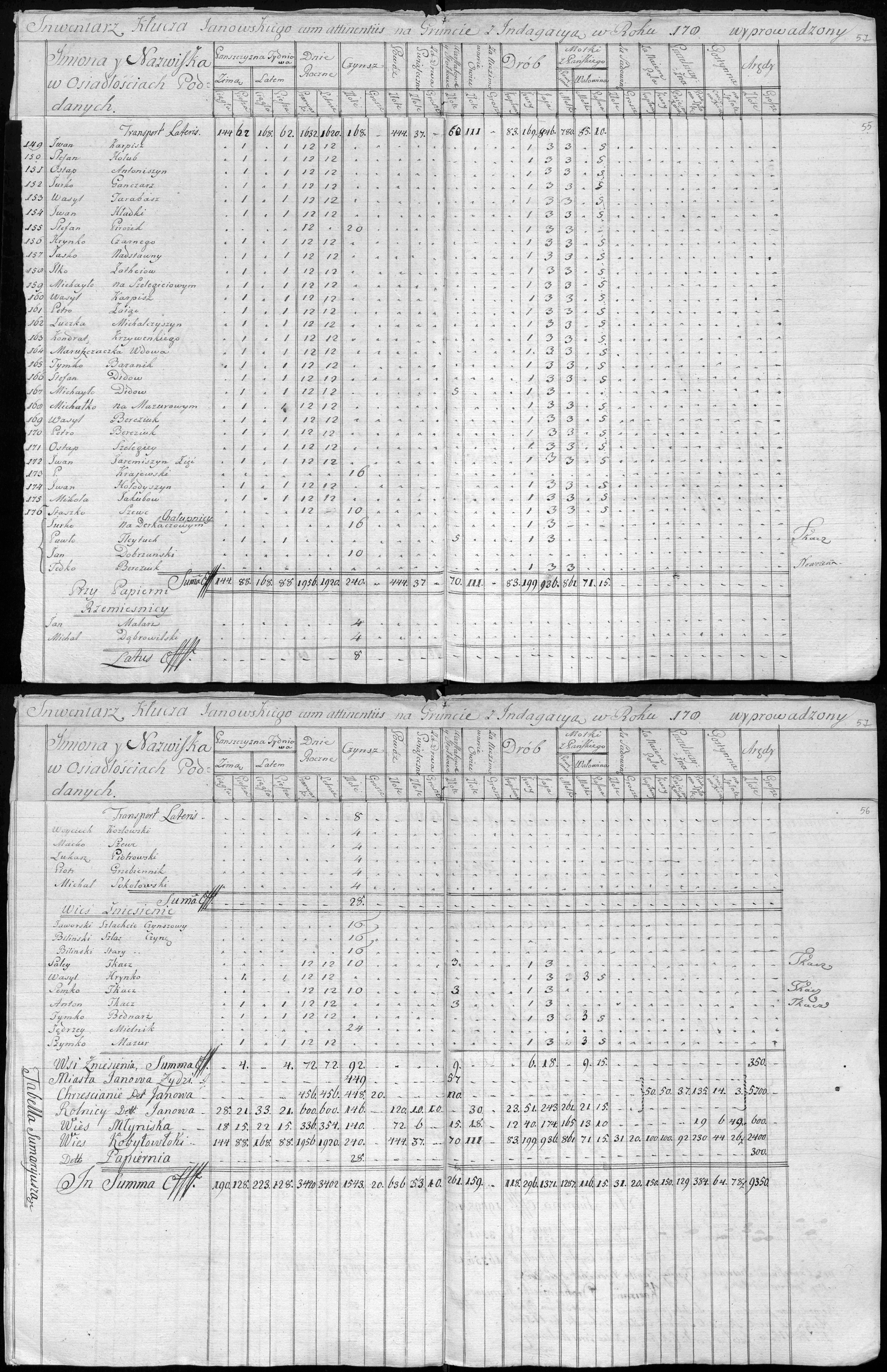
Інвентар Янівського ключа за 1781 рік, оригінал (фрагмент «При Папірні. Ремісники»). Із фондів ЛНБ ім. В. Стефаника.

Таким чином, папірня в Кобиловолоках була запущена в 1765 році і працювала кілька десятків років. Лежала вона над річкою Накрасів, яка відділяла землі кобиловолоцькі і млиниські на півдні від повіту Гусятинського, відокремлена від тих сіл лісом, виступаючи в пізніших документах як приналежна до Кобиловолоків або до Млиниськ. Так в актах, що стосуються спадку по Рафалу Скарбку, знаходиться «Інвентар цілого ключа Янівського на рік 1781 списаний» («Inwentarz całego klucza Janowskiego na rok 1781 spisany»), який до Кобиловолок відносить окремий запис: «При Папірні. Ремісники» («Przy Papierni. Rzemieślnicy») — 7 чоловік: Ян Маляр (Jan Malarz), Міхал Дабровільський (Michal Dąbrowilski), Войцех Козловський (Woyciech Kozłowski), Мацько Шевц (Macko Szewc), Лукаш Пйотровський (Lukasz Piotrowski), Пйотр Гребенник (Piotr Grzebiennik), Міхал Соколовський (Michal Sokołowski). Ремісники ці платять чиншу по 4 злотих, разом 28 злотих, оренда з папірні складає 300 злотих. Наступна згадка про папірню знаходиться в Метриці Йосифінській, де є «Протокол розміру ґрунтів села Кобиловолок до панства Янова належного виписаний» («Protokuł rozmiaru grontów wsi Kobyłowłok do Państwa Janowa należącej wypisany») з датою в кінці від 25 серпня 1787 року («Kobyłowłoki 25 8-bris 787»). В окремому розділі під назвою «Городи підданих на Папірні» («Ogrody poddanych na Papierni») подається список з 52 ділянок, одна з яких «Папірня Панська» («Papiernia Pańska»), а поруч з нею інша — «Будинок Домініка Папірника» («Chałupa Dominika Papiernika»). Останній згадується декілька разів: мав він 5 лук, з них перша найбільша розміром 436 сажнів квадратних, з якої «пожиток» сіна — 1, 36 центнерів, а кормів — 26 центнерів, інші менші по розмірах 108,2 — 266,2, — 109 i 215,3 сажнів, з відповідно меншим збором сіна. Крім того, до того ж Домініка належала «рілля»: на «Ниві від межі Будзанова» («Niwie od granicy Budzanowa») 5 відрізків загальною площею 6 моргів 1137 сажнів, з яких збирав щорічно 18,14 центнерів жита, 24,17 ячменю i 27,8 вівса. Друге поле на «Ниві на узбіччі від межі Тудорова» («Niwie na uboczy od granicy Tudorowa») включало в цілому 11,547,5 моргів i сажнів з річним прибутком 31,6 центнерів жита, 41,15 ячменю i 46,2 вівса.
В цей період на землях навколо папірні з'являється ремісничо-промислове поселення «село Накрасів». З тією назвою виступає воно в «Інвентару добр сіл Млиниськ, Кобиловолок і Накрашова» («Inwentarzu dóbr wsiów Młynisk, Kobyłowłok i Nakraszowa») від 16 серпня 1789 року при передачі їх в оренду (держання); тут серед «осідлості» того останнього виступає 9 імен, відомих частково з попередніх переписів, причому окремо зазначено «Прибутку з папірні Накрасівської річного 450 злотих» («Prowentu z papierni Nakraszowskiej rocznie 450 zł.»). Остання згадка про папірню припадає на 28 липня 1791 року, коли Джуліанна Ржевуська як опікун неповнолітніх дітей свого брата Яна Скарбка складає перед Львівським судом шляхетським фінансовий звіт із стану маєтку і в нім згадує, як стабільний річний дохід («stały dochód roczny») з папірні в сумі 450 злотих. Як довго ще існувала папірня невідомо, у будь-якому випадку вона була закрита між 1819 і 1829 роками; бо від 1829 року зберігся акт «Комісії крайової для ревізії кадастрового податку на землю» («Komisji krajowej dla rewizji katastrów podatku gruntowego»), що згадує в Кобиловолоках з Папірнею кілька відомих з попередніх інвентарів імен, але з терміном «chałupnik» i «1/2 або 1/4 gospodarz»; в той час як той же власник Ян Скарбек платить податок з поля, лісу, городів (лук), господарських будівель, двох млинів, пивоварні і каменоломні, таким чином, не згадуючи вже про папірню. Також, спроби пошуків дослідниками матеріальних слідів папірні в Кобиловолоках (зокрема, водяних знаків фабричних на її виробах — філіграней) виявились невдалими, хоча серед різноманіття водяних знаків різного походження, які зустрічалися їм, зацікавлення викликали два вельми примітивні малюнки. Один великий представляє Діву Марію з немовлям на руках, стоячу на півмісяці в німбі вогняному, який, як тип був дуже широко поширений і багаторазово повторювався в різних версіях, другий знак — це велика монограма IHS, яка була найвідомішою у версії виконання з круглуватих елементів. Але чи відносяться вони саме до Кобиловолоків — поки, принаймні, — це невідомо. Немає про папірню як фабрику згадки і в Францисканській метриці, складеній в 1819—1820 рр., хоча там перелічуються городи на «папірні». До сьогодні залишився топонім — назва с. Папірня біля Кобиловолок, яке утворилося, очевидно, від згаданої папірні. Під час польових обстежень в селі Папірня Теребовлянського району відомому історику паперу Оресту Мацюку вдалося знайти мікротопонім «Папірня», а також сліди на місці, де ще в 50-х роках XX століття стояв один із будинків папірні.

### 1800—1939 роки
Збереглась копія шестирічного арендового контракту від 26 лютого 1800 року (Львів), між Теклею Чосновською, дружиною Габриеля Рафаловича Скарбка, підписаного від свого імені та від імені свого чоловіка, з однієї сторони та Томашем Янішевським з іншої сторони, про передачу в посесію останньому на шість років (24 березня 1800 року — 24 березня 1806 року) добр своїх, міста Янова та сіл Млиниськ, Кобиловолоків (з Папірнею), Слобідки і Знесіння в Тернопільській окрузі за суму 30 тисяч злотих польських щорічно, при умові, що сплату податків до скарбу за ці маєтки бере на себе посесор.
Згідно ухвали шляхетського суду в Станіславі від 31 грудня 1850 року, село Папірня її тодішнього власника, пана Яна Скарбка, у складі єдиного маєткового комплексу (Янів, Млиниська, Кобиловолоки з Папірнею, Слобідка, Знесіння), присуджене пану Флоріану Висоцькому в рахунок боргу в 7500 злотих ринських, згодом куплене паном Адамом Баворовським, який передав його в посаг своїй доньці Павлині — дружині графа Володимира Лося. В зв'язку з цим, у проведеному інвентарі Млиниськ від 1852 року згадується Папірня в частині „приходу“ з лісів села Кобиловолоки, де вказано, що на Папірні, принаймні 200 моргів (понад 100 га) відбірного „грубого“, дуже густого дубового лісу, придатного як матеріал для будівництва.
З 1854 року Накрасів і Папірня в складі Кобиловолоків (греко-католицька парафія Янів 1827—1854 рр.) фіксується вже як власність Володимира і Павлини графів Лосів. В кінці XIX століття цей же маєток, як віно Ельжбети Володимирівни Лосівни, перейшов на її чоловіка Северина Дуніна-Борковського (1884) і останнім власником до 1939 року був їх син, Петро Дунін-Борковський. Також відомо, що Міхал Войцехович Лось, хорунжий саноцький і червоногородський (1729), каштелян кам'янецький (1740) і львівський (1754), кавалер Ордену Білого Орла (1757) був одружений з Геленою Скарбковною, сестрою згаданого першого власника Папірні, Рафала Людвіка Скарбка, а Мартин Миколайович Лось, прадід графа Володимира Лося (дід графа Тадеуша-Костянтина і батько графа Йозефа Лосів), в 1751 році одружився з каштелянкою гостинською, Ганною Дуніною Борковською.
Географічний словник Королівства Польського (1883 рік) характеризує Папірню, як присілок Кобиловолоків повіту Теребовлянського, що знаходиться в південно-східній частині повіту, лежить серед лісів, на кордоні кількох володінь (добр), а саме: на схід ліси Яблонівські, на південь — Тудорів, від заходу ліси Буданівські, з півночі Млиниська і Кобиловолоки. В тих лісах, а особливо в сторону Яблунова водиться багато диких кабанів. Накрасів з Папірнею — 78 греко-католиків; власність спадкова графа Володимира Лося.

### «Фольклорні записи з села Папірня» академіка Василя Щурата
В історично-мемуарному збірнику теребовлянської землі С. Ковальської-Барабаш згадується про те, що відомий академік Щурат Василь Григорович часто ходив до Папірні записувати пісні. Так з'явився рукописний зошит фольклорних матеріалів «Фольклорні записи з села Папірня» (45 аркушів). У ньому вміщено твори календарно-обрядової та необрядової пісенності. Календарно-обрядова поезія представлена записом однієї церковної колядки «У Вифлиємі місті Ісусі родил» з біблійно-апокрифічним мотивом «ангели сповіщають про народження месії» («Рожденного вихваляют і пастирям возвіщают, радість велику»). Необрядова поезія презентує твори родинно-побутової та соціально-побутової тематики, балади, коломийки, паремії. Пісні родинно-побутового циклу емоційно розкривають усі перипетії родинного життя від народження людини до смерті. Чільне місце у народній ліриці займають пісні про кохання, для яких характерний драматизм дії, конфліктність, що є основою кожної пісні. У них висвітлено такі мотиви: 1) чоловік не пускає жінку на гуляння («Іде дощик дрібненький, стежечка слизенька»); 2) хлопець залишає дівчину з дитиною («Ой ти поїхав, ой ти поїхав сивою кобилою»); 3) дівчину віддають за нелюба («Дала мене моя мати за діда старого»); 4) козак вірно кохає дівчину («Співаночки мої любі, де я вас подію»); 5) дівчина тужить за милим («Поможи, моцний Боже, та й ти, Матко Боска»); 6) вдова чарує богацького сина («Є ві Львові на риночку, сталасі новина»); 7) козак помирає з туги («Ой заплачеш, дівчинонько, заплачеш, заплачеш»); 8) жінка зраджує чоловікові («Кивала молодиця пальчиком на мене»); 9) хлопець питає правди у дівчини («Світить місяць на полудень, який тепер світ паскудний») та інші. Зафіксовані також соціально-побутові пісні — жовнірські. У них відображені думки, почуття народу, породжені і викликані подіями суспільного життя, описаний побут солдата австрійської армії — жовніра. Мотиви цих пісень тотожні з мотивами пісень про тяжку царську службу. У записах жовнірських пісень із с. Папірня Теребовлянського району виділяються такі мотиви: 1) жовнір намовляє дівчину про втечу з дому («Широка є дорога є, там коршмонька дорога є»); 2) добра служба в цісаря («Як при Ниссав хочеш знати, жовнірови сі веде»), («Ой там в лісі на орісі, там зозуля кує»); 3) цісарські воїни вбивають француза («З тої гори високої вітер повіває»). Збережені записи коломийок різної тематики, де основна тема — дозвілля молоді («По тім боці на потоці, там Василь напився»), («Ой дівчина кучерява під решетом ночувала»). Зафіксовано запис балади із с. Кобиловолоки — «Ой мала вдова єдного сина» датований 1. 10. 1895 року. Для цього жанру фольклору важливим є не лише те, що робить герой, а й те, що він при цьому думає й переживає («Ой мати, мати, чужа дитина»). Ліро-епічний характер балад є їх конститутивною ознакою, випливає із їхньої природи. Це ліро-епічна пісня про драматичний конфлікт родинно-побутового характеру, яка завершується трагічно, коли мати отруює сина й невістку («Ой Боже, Боже, що я зробила»). Викликають зацікавлення образи-символи балади, зокрема явір — символ козацької сили, парубоцького здоров'я та береза — символ ніжного, душевного смутку («Ой росте явір розростається, до берізоньки притуляється»). Варто відзначити у рукописі чітку паспортизацію фольклорних текстів, подання переліку діалектизмів («гуцульських слів»), а також нумерацію «поважних пісень» (термін дослідника).

### ОУН—УПА
- У селі Папірня народився Петро Шуліковський — політв'язень сталінських концтаборів (Колима, 15 років), один з героїв художньо-документального фільму Анатолія Костенка «Вони завжди поміж нас». Дружина — Марія Олійник, колишня зв'язкова-санітарка «Зірка» із Золотників Теребовлянського району, членкиня ОУН з 1942 року.[29][30]

- У 1944 році бої з німцями в районі села Папірні за участю відомого підхорунжого УПА Степана Бабія.[31]

- Топольницька Марта — «Оленка» — діячка ОУН, розвідниця СБ ОУН Копичинського району (Тернопільщина). Загинула від кулі енкаведиста в лісі біля села Папірня Теребовлянського району.[32]

- |  | «Терн.[опільська] обл. Надзвичайний звіт ч. 8/44.: В днях 20–21. ІІ. [19]44 через папірнянські ліси пов. Теребовля переходив загін (мабуть УПА). Загін цей прийшов зі Сходу. Провідник цього загону — Бурун в якийсь спосіб сконтактувався зі станичним провідником с. Папірня, якому поставив вимогу повідомити Провід, що вони будуть перебувати в Бережанщині. Тому хай їм дадуть зв'язки, бо їм без зв'язків тяжко рухатися. Тому, що не було певності, що це УПА, відділові нічого не дано. Загін виїх[а]в з цього терену в невідомому напрямі 21. ІІ. [о] год. 18-ій. Сутичка загону з німцями: 21. ІІ. до с. Папірня приїхало 10 німців і 6 шуцманів. В'їзджаючи в село, вони стрінули на дорозі с[е]лянина, якого запитали, чи в селі є партизани. Цей відповів, що не знає. Німці вступили ще до двох хат і там також питали про партизан. Відповіли їм, що не знають. Німці вже спокійніше поїхали в село. Коло церкви посипались на них постріли зі сторони лісу (це була засідка). Німці почали тікати. Під обстрілом їх згинуло трьох і одна лікар. Партизани зловили двох шуцманів і забрали їх із собою. 22. ІІ. до с. Папірня приїхали німці (в якому числі не подано). Застрілили українця на прізвище Стачук Микита, літ 60. Після цього скликали збори. На збори прийшли 3 жі[н]ки і один чоловік, решта людей пішли в ліс. Німці питали на цих зборах: які партизани були в селі. Відповіли їм, [що] більшовицькі». |

- |  | «[Відомості з терену] (січень [19]45): 22.І. в с. Папірні було коло 100 босяків, робили ревізії та питали за деякими людьми». |

- |  | «Вісті з Терену. Тернопільщина.: Теребовельщина. 5. ІІІ. [1945] в с. Па[п]ірня під час облави ліса військами НКВД прийшло до сутички з відділом УПА. Як відомо з оповідань людей, зі сторони наших впало 26 чол., більшовиків 70». |

До 19 липня 2020 р. належало до Теребовлянського району.
З 26 листопада 2020 р. Папірня належить до Білобожницької сільської громади.
12 червня 2020 року, відповідно до розпорядження Кабінету Міністрів України № 724-р «Про визначення адміністративних центрів та затвердження територій територіальних громад Тернопільської області» увійшло до складу Білобожницької сільської громади.
19 липня 2020 року, в результаті адміністративно-територіальної реформи та ліквідації Теребовлянського району, увійшло до складу новоутвореного Чортківського району.

## Політика

### Парламентські вибори, 2019
На позачергових парламентських виборах 2019 року у селі функціонувала окрема виборча дільниця № 610817, розташована у приміщенні клубу.
Результати
- зареєстровано 139 виборців, явка 79,86%, найбільше голосів віддано за «Європейську Солідарність» — 28,83%, за Радикальну партію Олега Ляшка — 14,41%, за Всеукраїнське об'єднання «Батьківщина» — 13,51%.[40] В одномандатному окрузі найбільше голосів отримав Микола Люшняк (самовисування) — 41,28%, за Олега Вітвіцького (Голос) — 13,76%, за Романа Василіцького (Об'єднання «Самопоміч») і Василя Сеника (Радикальна партія Олега Ляшка) — по 11,01%[41].

## Пам'ятки
Є церква святих Петра і Павла (1910, кам'яна), римсько-католицька каплиця (1893).
Споруджено пам'ятник Борцям за волю України (1991).

## Соціальна сфера
Діють клуб, бібліотека, ФАП, торговельний заклад.

## Персоналії
- Гула Євген Петрович (1945) — український художник і педагог, член Національної Спілки художників України (2000), Відмінник освіти України, заслужений працівник освіти України (2021).

## На географічних картах
- Папірня і Красів (Papier Mühl i Krasiuw) на військовій австрійській карті 1779—1783 років
- Папірня на військових австрійських картах 1861—1864 та 1869—1887 років
- Папірня на геологічній карті 1877 року
- Папірня на австрійській карті 1910 року
- Папірня на польській карті 1925 року